# 로큰롤 (댄스스포츠)

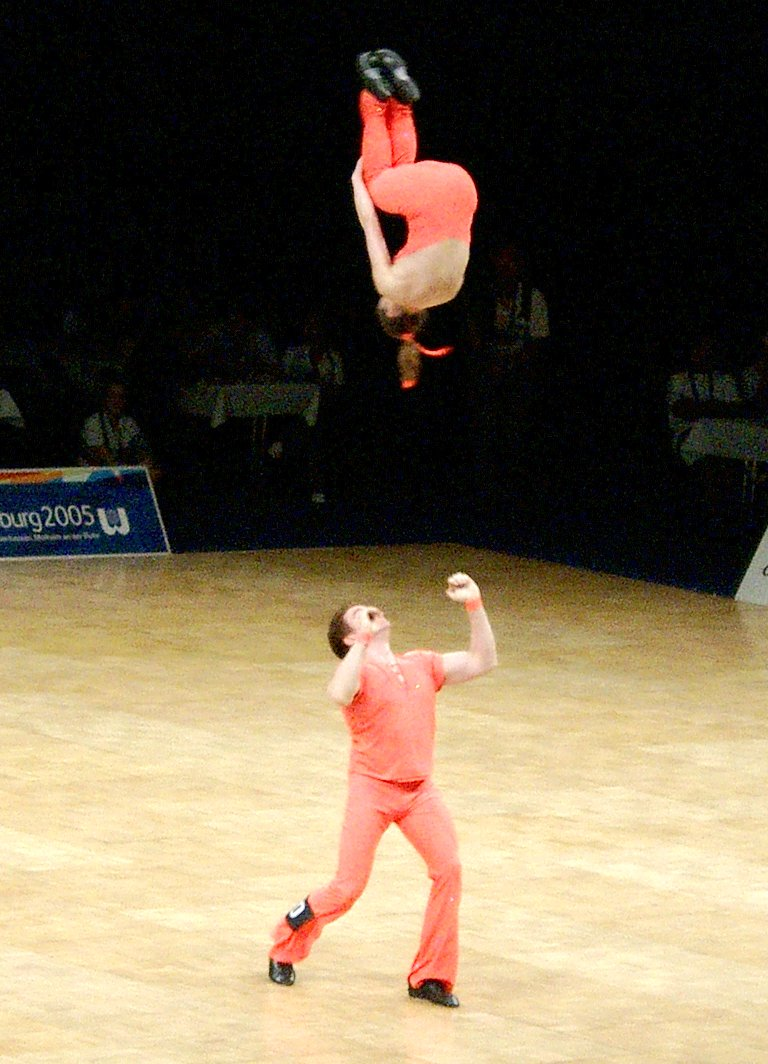
2015년 월드 게임에서 진행되는 로큰롤 경기 모습

로큰롤(Rock'n'Roll)은 2명이 한 쌍을 이뤄 경연하는 댄스스포츠의 세부 종목 중 하나이다.

## 참고 문헌
- 메디컬코리아 편집부 (2011년 9월 5일). 〈로큰롤〉. 《댄스스포츠사전》. 메디컬코리아.

## 같이 보기
- 댄스스포츠
- 세계 로큰롤 연맹